# Giftas
För andra betydelser, se Giftas (olika betydelser).
Giftas är en novellsamling från 1884 av August Strindberg. Novellerna och deras äktenskapsskildringar var inlägg i 1880-talets sedlighetsdebatt. Ett stycke i en av novellerna ledde till att Strindberg åtalades för hädelse och ställdes inför rätta i den så kallade Giftasprocessen men frikändes. En andra del av Giftas, med ytterligare 18 noveller, utkom 1886.

## Teman
Strindberg ville med novellsamlingen göra narr av de överdrifter i den kvinnliga emancipationsrörelsen som syftade till att göra kvinnan så lik mannen som möjligt. Han ansåg det "brottsligt att vilja frigöra kvinnan från naturen". Kvinnans uppgift var enligt Strindberg att bli mor. Ett ofta återkommande tema i Giftasberättelserna är därför orimligheten med "förandligade" äktenskap, något som på den tiden ofta predikades från emancipationshåll och särskilt i några av Ibsens dramer – äktenskap där man och hustru bara skulle vara kamrater och endast fick ha själisk gemenskap med varandra.
Ett annat tema är att när barnet kommer, då vänder det upp och ned på alla teorier om kvinnans självständiga ställning inom äktenskapet. Då sträcker hon gevär och finner sig i att vara "mannens slavinna". Vilket inte hindrar att mannens kamrater anser honom vara en toffel, och att han villigt erkänner det. Men hon å sin sida håller fast vid att hon är hans slavinna, "och det är hennes enda tröst i bedrövelsen, stackars liten".
En av de mer uppmärksammade novellerna i Giftas är Ett dockhem, som gör upp med idéerna i Ibsens pjäs med samma namn. 

## Giftasprocessen
Giftas publicerades den 27 september 1884 av Albert Bonniers förlag. Det uppseende boken väckte berodde till stor del på det hänsynslösa sätt på vilket Strindberg handskades med de äktenskapliga problemen och sedlighetsfrågan, samt den råa ton han använde här och där. De utmanande ställena i boken väckte sådan harm och oro att man kunde vänta sig ett sedlighetsåtal. Istället blev det ett hädelsemål.
Ungefär en vecka efter publiceringen blev Strindberg åtalad för "hädelse emot Gud eller gäckeri af Guds ord eller sakramenten". I en av novellerna, Dygdens lön, skriver Strindberg om den kyrkliga konfirmationen där han menade att det var bedrägeri att se vinet och brödet som Jesu kropp eftersom vinet var "Högstedts Piccadon à 65 öre kannan" och brödet var "Lettströms majsoblater à 1 krona skålpundet". Enligt den lutherska konsubstantiationsläran är Kristi kropp blod närvarande i brödet och vinet.
Saken komplicerades av att förläggaren Albert Bonnier inte hade en så kallad namnsedel som juridiskt skulle binda Strindberg vid författarskapet. Därmed skulle förläggaren få ta det juridiska ansvaret. Strindberg befann sig i Schweiz och ville inte komma till Sverige. Alberts son, Karl Otto Bonnier, fick åka till Genève och övertala honom att komma hem. På Centralstationen i Stockholm möttes Strindberg av över tusen personer. Vid Nya Teaterns föreställning av Lycko-Pers resa hälsades han av publikens applåder och visade sig på scenen med lagerkrans.
Den 17 november frikändes Strindberg av rådhusrätten i Stockholm.
Vilka som låg bakom att Strindberg åtalades är oklart. I pressen och bland folk spekulerades det i om det var drottning Sofia och hennes fromma väninnor som påkallat åtalet, eller att det var kung Oscar II, vilket är troligast. Strindberg själv misstänkte först akademiledamoten Carl David af Wirsén och till sist ”kvinnorna” i största allmänhet.
Många av de frisinnade män som ogillade åtalet för hädelse var samtidigt starkt kritiska mot hånet och gäckeriet i boken, exempelvis Viktor Rydberg och Carl Snoilsky. S. A. Hedlund, som hyste samma uppfattning, gick i några ledare i Göteborgs Handelstidning till angrepp mot "de råa och fräcka uttryck" med vilka Strindberg sårat dem som hyste en annan övertygelse än han själv.
Giftasprocessen tog hårt på Strindberg och förvärrade en livskris som han vid tillfället genomgick. Redan på våren 1884 skrev han till Jonas Lie: "Jag tror ibland, att jag kommer att sluta på ett dårhus, ty jag blir alldeles vild stundom, när jag tänker på världens fånighet." Sedan kom åtalet, och det diskuterades fram och tillbaka om Strindberg borde resa hem och stå till svars. Hans hustru, som var svårt sjuk, var ledsen över boken och ängslig för att hennes man skulle få fängelsestraff. Strindberg kände sig söndersliten.
Hans känslor mot det gamla fosterlandet tog också starkt intryck av Giftasprocessen. Ett årtionde förut hade han under en resa utomlands längtat hem, "längtat efter Karl XII", som han uttryckte det. Och ännu i början av 1880-talet längtade han hem från Frankrike, hem till "det stolta öl- och brännvinslandet och dess europeiskt ryktbara kakelugnar". När han jämförde Italien med Sverige fann han att det i alla avseenden stod tillbaka för hemlandet. Men efter Giftasprocessen konstaterade August Strindberg att "fosterlandet har värkt bort".

## Andra delen
Strindberg började också uttrycka en allt starkare avsky mot kvinnor. Den andra samlingen Giftasnoveller, som utkom 1886, vittnar om detta. Här skildrar han kvinnan som en lägre sorts varelse än mannen, en parasit som nästlat sig in hos honom för att få leva på hans arbete. I förordet kom Strindberg med anklagelser mot kvinnan, som dock snarast beskrev den verkligt onyttiga överklasskvinnan. Hon har alltid varit lat, började Strindberg. Hon "ljuger nu, då hon säger, att hennes tid varit upptagen med barnen och hushållet. Ty hon har kastat sitt arbete på l:o barnmorskan, som förlöst henne, 2:o på amman, som givit di, 3:o på skolmamsellen, som givit uppfostran, 4:o på köksan, som lagat maten, 5:o på pigan, som städat mannens rum, 6:o på husan, som lagat mannens skjortor och sytt i de berömda knapparna i byxorna, 7:o på hushållerskan, som skött hela hushållet."
Han fortsätter: "Den vidunderliga orättvisan har alltså uppstått, att mannen ensam fått försörja en kvinna, som delat nöjen med honom, och alla hennes barn. Och detta har hon icke blygts att mottaga."
Till på köpet kräver kvinnorna att själva få råda över vad de ärvt, medan mannen ska försörja deras barn. "Vem har arbetat ihop det de ärva (av far eller mor)?" frågar han. "Jo, en man (far eller farfar), icke en kvinna."  Kvinnorna vill också ha rösträtt. "Utan skyldigheter naturligtvis. Utan att göra krigstjänst. Det vill säga: de skola sitta och votera över männens liv utan att riskera sina egna." "Se upp, män!" varnar Strindberg.
Tonen i den andra samlingen Giftashistorier är ofta rå. Det friska, goda humöret från den första samlingen har förbytts i nästan idel surmulenhet, och dialogerna tänjs ofta ut till torra och långrandiga diskussioner. Det finns dock undantag, som den vemodiga berättelsen Höst.